# Anthaxia
Az Anthaxia a rovarok (Insecta) osztályának bogarak (Coleoptera) rendjébe, ezen belül a mindenevő bogarak (Polyphaga) alrendjébe és a díszbogárfélék (Buprestidae) családjába tartozó nem.

## Rendszerezés
A nembe az alábbi fajok tartoznak:
- Anthaxia abdita
- Anthaxia acutangula
- Anthaxia adenensis
- Anthaxia adiyamana
- Anthaxia aeneocuprea
- Anthaxia aeneopicea
- Anthaxia agilis
- Anthaxia aida
- Anthaxia aino
- Anthaxia akiyamai
- Anthaxia aladin
- Anthaxia alauita
- Anthaxia alcmaeone
- Anthaxia alfieri
- Anthaxia altaica
- Anthaxia alziari
- Anthaxia amasina
- Anthaxia anatolica
- Anthaxia angulaticollis
- Anthaxia angulinota
- Anthaxia angustipennis
- Anthaxia antinoe
- Anthaxia antoinei
- Anthaxia appenina
- Anthaxia aprutiana
- Anthaxia arakii
- Anthaxia aresteni
- Anthaxia ariadna
- Anthaxia armeniaca
- Anthaxia aspera
- Anthaxia astoreth
- Anthaxia atlantica
- Anthaxia atlasica
- Anthaxia attavistica
- Anthaxia aureoviridis
- Anthaxia auricollis
- Anthaxia auriventris
- Anthaxia baconis
- Anthaxia badghyzica
- Anthaxia baicalensis
- Anthaxia baiocchii
- Anthaxia baudii
- Anthaxia bazuftensis
- Anthaxia bedeli
- Anthaxia bellissima
- Anthaxia beloudjistana
- Anthaxia berytensis
- Anthaxia bettagi
- Anthaxia bicolor
- Anthaxia bicolorata
- Anthaxia bilyi
- Anthaxia boissyi
- Anthaxia bonvouloiri
- Anthaxia bosdaghensis
- Anthaxia breviformis
- Anthaxia brevis
- Anthaxia brodskyi
- Anthaxia brunneicolor
- Anthaxia buettikeri
- cseresznye-virágdíszbogár (Anthaxia candens)
- Anthaxia candiota
- Anthaxia capitata
- Anthaxia carmelita
- Anthaxia carmen
- Anthaxia cashmirensis
- Anthaxia castiliana
- Anthaxia catei
- Anthaxia caucasica
- Anthaxia caudipennis
- Anthaxia cavazzutii
- Anthaxia ceballosi
- Anthaxia cedri
- Anthaxia chaerodrys
- Anthaxia chevrieri
- Anthaxia chinensis
- Anthaxia chobauti
- Anthaxia chorasanica
- Anthaxia cichorii
- Anthaxia cleopatra
- Anthaxia clio
- Anthaxia collaris
- Anthaxia combusta
- Anthaxia comptei
- Anthaxia confinata
- Anthaxia confusa
- Anthaxia congregata
- Anthaxia conradti
- Anthaxia corinthia
- Anthaxia corsica
- Anthaxia cratomerella
- Anthaxia cretica
- Anthaxia creticola
- Anthaxia curlettii
- Anthaxia cyaneonigra
- Anthaxia cyanescens
- Anthaxia cylindrica
- Anthaxia cypraea
- Anthaxia dechambrei
- Anthaxia denesi
- Anthaxia dhofarica
- Anthaxia diadema
- Anthaxia dimidiata
- Anthaxia discicollis
- Anthaxia discoidalis
- Anthaxia dives
- Anthaxia domina
- Anthaxia dundai
- Anthaxia eggeri
- Anthaxia elaeagni
- Anthaxia elberti
- Anthaxia ephippiata
- Anthaxia erato
- Anthaxia erichbettagi
- Anthaxia escalerae
- Anthaxia escalerina
- Anthaxia escalerinella
- Anthaxia espanoli
- Anthaxia eugeniae
- Anthaxia exsul
- Anthaxia fageli
- Anthaxia farah
- Anthaxia fariniger
- Anthaxia farsica
- Anthaxia fedtschenkoi
- Anthaxia feloi
- Anthaxia fernandezi
- Anthaxia ferulae
- Anthaxia flammifrons
- Anthaxia flavicomes
- Anthaxia formosensis
- Anthaxia francescoi
- Anthaxia fritschi
- Anthaxia fuksai
- Anthaxia fulgidipennis
- Közönséges virágdíszbogár (Anthaxia fulgurans)
- Anthaxia funerula
- Anthaxia gansuensis
- Anthaxia gedrosiana
- Anthaxia ghazi
- Anthaxia gianassoi
- Anthaxia giorgioi
- Anthaxia glabrifrons
- Anthaxia godeti
- Anthaxia graeca
- Anthaxia griseocuprea
- Anthaxia guanche
- Anthaxia guizhouensis
- Hacker-virágdíszbogár (Anthaxia hackeri)
- Anthaxia halperini
- Anthaxia helvetica
- Anthaxia hemichrysis
- Anthaxia herbertschmidi
- Anthaxia heydeni
- Anthaxia heyrovskyi
- Anthaxia hispanica
- Anthaxia hladili
- Anthaxia holoptera
- Anthaxia houskai
- Anthaxia hozaki
- Anthaxia huashanica
- magyar virágdíszbogár (Anthaxia hungarica)
- iringó-virágdíszbogár (Anthaxia hypomelaena)
- Anthaxia hypsigenia
- Anthaxia hyrcana
- Anthaxia iberica
- Anthaxia idae
- Anthaxia ignipennis
- Anthaxia ihanatumi
- Anthaxia iliensis
- Anthaxia impunctata
- Anthaxia incognita
- Anthaxia inexpectata
- Anthaxia insulaecola
- Anthaxia intermedia
- Anthaxia iranica
- Anthaxia irregularis
- Anthaxia israelita
- Anthaxia istriana
- Anthaxia iveta
- Anthaxia jordanensis
- Anthaxia judinae
- Anthaxia juliae
- Anthaxia kabyliana
- Anthaxia kanaanita
- Anthaxia kantneri
- Anthaxia karsanthiana
- Anthaxia kaszabi
- Anthaxia kervillei
- Anthaxia khnzoriani
- Kiesenwetter-virágdíszbogár (Anthaxia kiesenwetteri)
- Anthaxia klessi
- Anthaxia kneuckeri
- Anthaxia kochi
- Anthaxia kollari
- Anthaxia kondleri
- Anthaxia kovari
- Anthaxia kreuzbergi
- Anthaxia krueperi
- Anthaxia kryzhanovskii
- Anthaxia kubani
- Anthaxia kucerai
- Anthaxia kurdistana
- Anthaxia kurosawai
- Anthaxia lameyi
- Anthaxia lameyiformis
- Anthaxia laticeps
- Anthaxia lauta
- Anthaxia lecerfi
- Anthaxia lencinai
- Anthaxia lgockii
- Anthaxia liae
- Anthaxia liuchangloi
- Anthaxia lucens
- Anthaxia lucidiceps
- Anthaxia lucniki
- Anthaxia luctuosa
- Anthaxia ludovicae
- Anthaxia lukjanovitschi
- Anthaxia lusitanica
- Anthaxia lyciae
- Anthaxia maceki
- Anthaxia magnifica
- Anthaxia mahri
- Anthaxia majzlani
- Anthaxia malachitica
- Anthaxia malickyi
- Anthaxia mamaj
- Anthaxia mamorensis
- Anthaxia manca
- Anthaxia mancatula
- Anthaxia marani
- Anthaxia maremmana
- Anthaxia margarita
- Anthaxia marginifera
- Anthaxia margotana
- Anthaxia marmottani
- Anthaxia maroccana
- Anthaxia martinhauseri
- Anthaxia martini
- Anthaxia masculina
- Anthaxia maximiliani
- Anthaxia medvedevi
- Anthaxia medvedevorum
- Anthaxia mendizabali
- Anthaxia meregallii
- Anthaxia meronica
- Anthaxia metallescens
- Anthaxia midas
- cickafark-virágdíszbogár (Anthaxia  millefolii)
- Anthaxia mirabilis
- Anthaxia moises
- Anthaxia mokrzeckii
- Anthaxia montivaga
- Anthaxia morgani
- Anthaxia morio
- Anthaxia morosa
- Anthaxia moya
- Anthaxia muehlei
- Anthaxia muliebris
- Anthaxia mundula
- Anthaxia myrmidon
- Anthaxia mysteriosa
- Anthaxia nanissima
- Anthaxia naviauxi
- Anthaxia navratili
- Anthaxia negrei
- Anthaxia nickerli
- Anthaxia niehuisi
- Anthaxia nigricollis
- Anthaxia nigrifrons
- Anthaxia nigritula
- Anthaxia nigrojubata
- Anthaxia nitidula
- Anthaxia nitiduliformis
- Anthaxia novickii
- Anthaxia nupta
- Anthaxia oberthuri
- Anthaxia obesa
- Anthaxia olivieri
- Anthaxia olympica
- Anthaxia oreas
- Anthaxia ovaciki
- Anthaxia palaestinensis
- Anthaxia palmensis
- Anthaxia paphia
- Anthaxia parallela
- Anthaxia parapleuralis
- Anthaxia pardoi
- Anthaxia passerini
- Anthaxia patrizii
- Anthaxia peloponesiaca
- Anthaxia pengi
- Anthaxia permisa
- Anthaxia perrini
- Anthaxia persica
- Anthaxia persuperba
- Anthaxia peyerimhoffi
- Anthaxia phyllanthi
- Anthaxia pinguis
- Anthaxia platysoma
- Anthaxia plavilschikovi
- Anthaxia pleuralis
- Anthaxia plicata
- Anthaxia pochoni
- Anthaxia podolica
- Anthaxia polychloros
- Anthaxia potanini
- Anthaxia praeclara
- Anthaxia prepsli
- Anthaxia proteiformis
- Anthaxia proteus
- Anthaxia protractipennis
- Anthaxia pseudocongregata
- Anthaxia pseudokervillei
- Anthaxia psittacina
- Anthaxia puella
- Anthaxia pulex
- Anthaxia pumila
- Anthaxia punjabensis
- Anthaxia quadrifoveolata
- fekete virágdíszbogár (Anthaxia quadripunctata)
- Anthaxia rabinowitschi
- Anthaxia reitteri
- Anthaxia retamae
- Anthaxia reticulata
- Anthaxia richteri
- orosz virágdíszbogár (Anthaxia rossica)
- Anthaxia roxana
- Anthaxia rubromarginata
- Anthaxia rudis
- Anthaxia rugicollis
- Anthaxia rungsi
- Anthaxia rutilipennis
- Fűzfa-virágdíszbogár (Anthaxia salicis)
- Anthaxia samai
- Anthaxia schah
- Anthaxia schoenmanni
- Anthaxia scorzonerae
- Anthaxia sculpticollis
- Anthaxia scurra
- Anthaxia scutellaris
- Anthaxia scutellata
- Anthaxia sedilloti
- Anthaxia segurensis
- Anthaxia semicuprea
- Anthaxia semiramis
- Anthaxia semireducta
- Anthaxia senicula
- Anthaxia senilis
- Anthaxia sepulchralis
- Anthaxia sepulchraloides
- Anthaxia serena
- Anthaxia setipennis
- Anthaxia shelkovnikovi
- Anthaxia shinano
- Anthaxia shirazensis
- Anthaxia sichuanica
- Anthaxia signaticollis
- Anthaxia sinica
- Anthaxia sitta
- Anthaxia smaragdifrons
- Anthaxia smaragdula
- Anthaxia socotrensis
- Anthaxia spinolae
- Anthaxia spinosa
- lomha virágdíszbogár (Anthaxia sponsa)
- Anthaxia stateira
- Anthaxia stepanovi
- Anthaxia sternalis
- Anthaxia sturanyii
- Anthaxia superba
- Anthaxia suzannae
- Anthaxia syrdarjensis
- Anthaxia taiwanensis
- Anthaxia talyshensis
- Anthaxia tassii
- Anthaxia tauricola
- Anthaxia tazaotana
- Anthaxia tazzekensis
- Anthaxia tenella
- Anthaxia thalassophila
- Anthaxia thessalica
- Anthaxia tianshanica
- Anthaxia tibetana
- Anthaxia togata
- Anthaxia togataeformis
- Anthaxia tomyris
- Anthaxia toyamai
- Anthaxia tractata
- Anthaxia tragacanthi
- Anthaxia truncata
- Türk-virágdíszbogár (Anthaxia tuerki)
- Anthaxia turana
- Anthaxia turcica
- Anthaxia turcomanica
- Anthaxia turkestanica
- Anthaxia turnai
- Anthaxia umbellatarum
- Anthaxia urens
- Anthaxia ursulae
- Anthaxia uzbekistana
- Anthaxia vejdovskyi
- Anthaxia villiersi
- Anthaxia vinogradovi
- Anthaxia violacea
- Anthaxia virgo
- Anthaxia vittula
- Anthaxia vladivostokana
- Anthaxia volkovitshi
- Anthaxia vseteckai
- Anthaxia wethloi
- Anthaxia winkleri
- Anthaxia wittmeri
- Anthaxia xiahensis
- Anthaxia yamato
- Anthaxia yunnana
- Anthaxia zabranskyi
- Anthaxia zarazagai
- Anthaxia zoufali